# Miling
Miling is een plaats in de regio Wheatbelt in West-Australië.

## Geschiedenis
Ten tijde van de Europese kolonisatie leefden de Juat Nyungah in de streek.
In 1906 streken de eerste landbouwers in de streek neer. In de jaren 1920 werd de aanleg van een spoorweg naar de streek overwogen. Met het oog op de komst van de spoorweg opende op 24 november 1923 het eerste schooltje van Miling. Het schooltje werd ook gebruikt als gemeenschapszaal.
In 1925 bereikte de spoorweg vanuit Piawaning de streek en werd 'Miling Siding', een nevenspoor, aangelegd. In 1928 werd een weegbrug aan het nevenspoor geplaatst. Het postkantoor en de telefooncentrale van Woodbine werden in 1925 naar Miling verhuisd. In 1927 werden ze in de winkel van G. Woods ondergebracht. In 1929 werd de eerste gemeenschapszaal van Miling gebouwd.
Het schooltje sloot in 1930 de deuren maar werd in 1934 heropend na protest. Twee jaar later werd het schoolgebouw naar een locatie aan het nevenspoor verhuisd. Het Miling Hotel werd tijdens de crisis van de jaren 30 gebouwd en opende op 19 december 1934 de deuren. In 1936-'37 werd aan het nevenspoor een installatie voor het vervoer van graan in bulk geïnstalleerd.
In 1930 was in Miling een afdeling van de Country Women's Association of Western Australia (CWA) opgericht. De leden kwamen samen in de gemeenschapszaal tot de CWA in 1944 een voormalige slagerij overnam. Vanaf 1946 organiseerde de CWA in haar lokaal een 'Infant Health Centre'. Miling werd pas officieel in 1949 gesticht. De naam is van inheemse oorsprong en werd vermoedelijk afgeleid van een nabijgelegen waterbron, de Dookling Marling Sand Hole. De betekenis van de naam is niet bekend.
Na de oorlog was er vraag naar een nieuwe gemeenschapszaal. De nieuwe 'Miling Hall' opende op 1 april 1955. Dat jaar werd ook het 'Infant Health Centre' in een eigen gebouw ondergebracht. De CWA betrok een nieuw gebouw in 1960. In 1964, nadat het eerste schooltje al twee keer was uitgebreid, werd een nieuwe basisschool gebouwd.

## Beschrijving
Miling maakt deel uit van het lokale bestuursgebied (LGA) Shire of Moora, een landbouwdistrict. Het is een verzamel- en ophaalpunt voor de oogst van de in de streek bij de Co-operative Bulk Handling Group aangesloten graanproducenten.
In 2021 telde Miling 101 inwoners, tegenover 205 in 2006.
Miling heeft een basisschool, een hotel, twee kerken en enkele sportfaciliteiten.

## Transport
Miling ligt langs de Great Northern Highway, 200 kilometer ten noordnoordoosten van de West-Australische hoofdstad Perth, 317 kilometer ten zuidzuidoosten van Geraldton en 51 kilometer ten oostnoordoosten van Moora, de hoofdplaats van het lokale bestuursgebied waarvan het deel uitmaakt.
In Miling zijn een kopstation en een onderhoudsdepot gevestigd die deel uitmaken van het goederenspoorwegnetwerk van Arc Infrastructure.

## Externe links

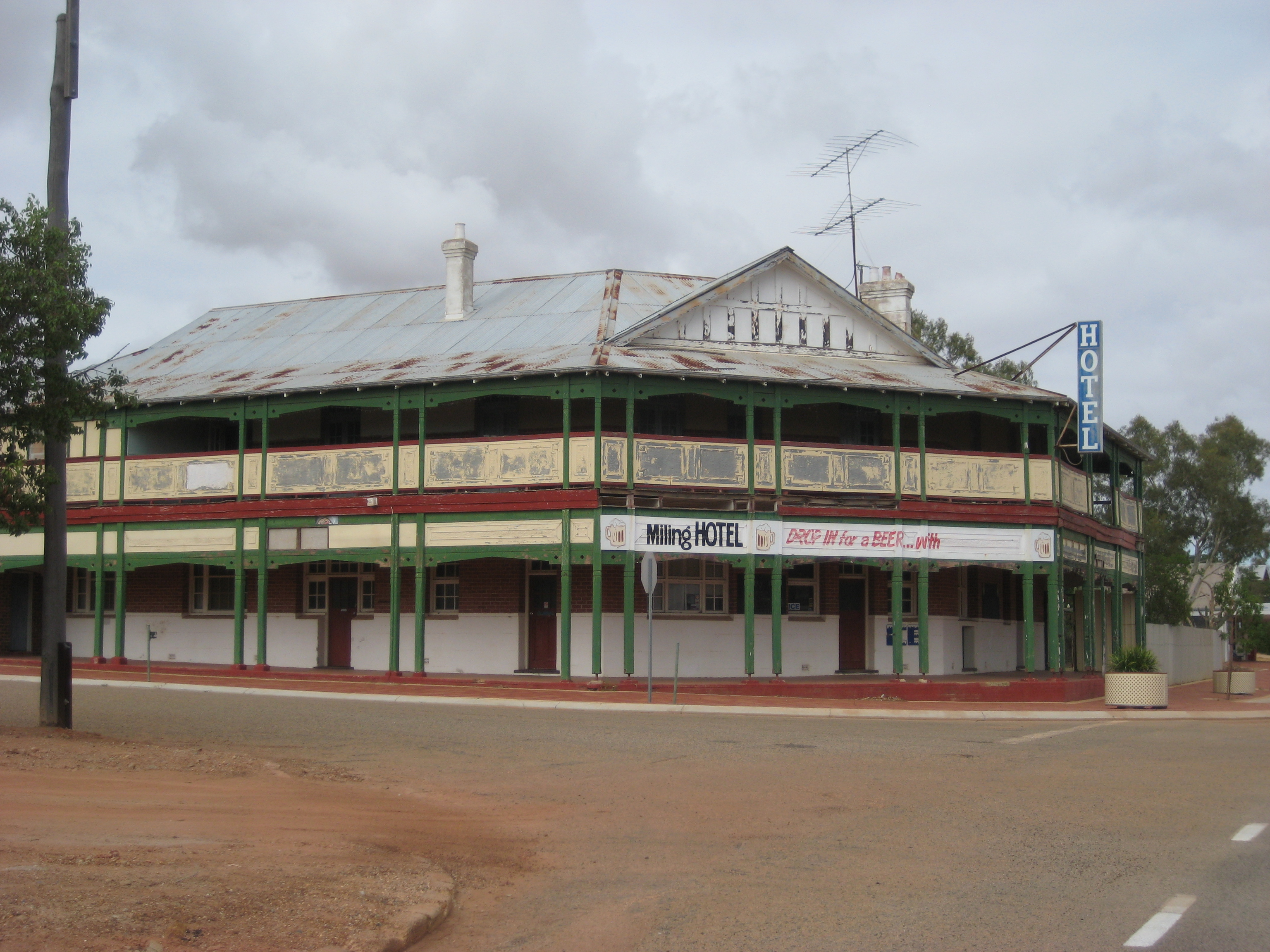
Miling Hotel uit de jaren 1930

## Klimaat
Moora kent een warm mediterraan klimaat, Csa volgens de klimaatclassificatie van Köppen. De gemiddelde jaarlijkse temperatuur bedraagt er 18,5 °C. De gemiddelde jaarlijkse neerslag ligt rond 376 mm.